# Districte d'Arràs

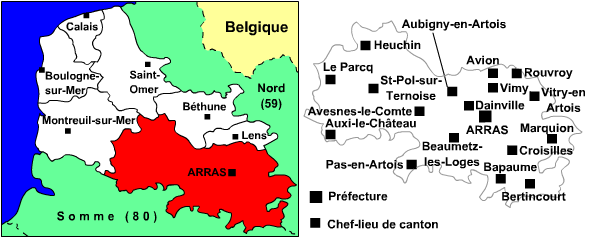
Localització del Districte d'Arràs

El Districte d'Arràs és un dels 7 districte amb què es divideix el departament francès del Pas de Calais, a la regió dels Alts de França. Té 17 cantons i 367 municipis i el cap del districte és la prefectura d'Arràs.

## Cantons
cantó d'Arras-Nord - cantó d'Arras-Oest - cantó d'Arras-Sud - cantó d'Aubigny-en-Artois - cantó d'Auxi-le-Château - cantó d'Avesnes-le-Comte - cantó de Bapaume - cantó de Beaumetz-lès-Loges - cantó de Bertincourt - cantó de Croisilles - cantó de Dainville - cantó d'Heuchin - cantó de Marquion - cantó de Pas-en-Artois - cantó de Saint-Pol-sur-Ternoise - cantó de Vimy - cantó de Vitry-en-Artois